# رفيق أبو ضلفة
رفيق أبو ضلفة سياسي فلسطيني من مواليد 1951 في غزة. تلقى تعليمه الابتدائي والثانوي في مدارس قطاع غزة، وتلقى تعليمه العالي في الجزائر. شغل منصب السفير الفلسطيني المفوض فوق العادة لدى جمهورية غانا، وعميد السلك الدبلوماسي لأسيا والشرق والأوسط والمجموعة العربية في غانا.
تميزت فترته بتوثيق العلاقات بين فلسطين وجمهوية غانا، شغل أيضا عضوية المكتب السياسي لجبهة النضال الشعبي الفلسطيني، وشارك في مفاوضات واشنطن عام 1991. وهو عضو في المجلسين الوطني والمركزي الفلسطيني ممثلا عن جبهة النضال الشعبي، كما ومثل الجبهة في حوارات المصالحة الفلسطينية الفلسطينية.